# 지하철 1호선 (독일의 뮤지컬)
지하철 1호선(독일어: Linie 1-Das Musikal)은 독일의 뮤지컬이다. 폴커 루트비히(Volker Ludwig)의 작품이다. 1986년에 초연되었다.

## 작품 개요
이 작품은 아동·청소년 연극과 사회성 짙은 연극으로 유명한 극단인 독일 그리프스 극단(Grips Theater)이 출연하였으며, 1986년 《1호선》을 베를린에서 초연하여 성공을 거둔 이후 런던·파리·뉴욕 등에서 공연하였다.

1995년 5월 내한하여 관객과의 대화를 가진 폴커 루트비히가 '음악적 레뷰'라고 규정한 이 작품은 레뷰 연극과 카바레 스타일을 혼합한 형식이다. 레뷰 연극은 춤·노래·음악·마임·풍자극 등 다양한 표현 수단을 사용하면서 서로 직접적인 연관이 적은 장면들을 연결하는 방식이고, 카바레 스타일은 1920년대에 베를린에서 발전된 것으로 당대의 사회상과 정치인들을 풍자·비판하는 내용의 노래를 부르며 춤과 음악이 곁들여지는 즉흥극의 일종이다.
다양한 계층의 사람들이 쉴새없이 타고 내리는, 그 사회의 문화수준과 품격을 가장 적나라하게 드러내는 생활공간인 지하철에서 벌어지는 해프닝을 통해 서민들의 삶을 보여준다.

## 주요 줄거리
한 독일 여성이 있었는데, 그녀는 자기가 살고 있는 작은 마을에서 공연을 가졌던 한 록스타에 사랑에 빠지고 말았다. 그래서 그녀는 그를 찾기 위해 베를린으로 와서 베를린 U-Bahn 1호선을 탄다. 그 곳에서 그녀는 사회에서 ‘낙오자’라고 불리는 사람들을 만나게 되는데, 이 사람들은 그들의 외면적 모습과 달리 내면적 모습은 정이 많았고, 그 사람들이 그녀에게 인정을 많이 베풀어 준다.

## 각색작
대한민국의 김민기가 각색, 연출, 감독하여 1991년부터 2008년까지 대학로 학전에서 공연되었다.